# Saint-Pierre-d'Arthéglise
 Saint-Pierre-d'Arthéglise  es una población y comuna francesa, situada en la región de Baja Normandía, departamento de Mancha, en el distrito de Cherbourg-Octeville y cantón de Barneville-Carteret.

## Demografía
| 234 | 232 | 191 | 163 | 142 | 128 |
| Para los censos de 1962 a 1999 la población legal corresponde a la población sin duplicidades (Fuente: INSEE [Consultar]) |     |     |     |     |     |